# Warzenried
Warzenried ist ein Gemeindeteil und eine Gemarkung von Eschlkam, einem Markt im Oberpfälzer Landkreis Cham.

## Geographie
Das Kirchdorf Warzenried liegt im Naturpark Oberer Bayerischer Wald, unweit der tschechischen Grenze zwischen Furth im Wald und Neukirchen beim Heiligen Blut.
Von der Gemarkung Warzenried liegt nur der Gemarkungsteil 0 auf dem Gebiet der Gemeinde Eschlkam, der Gemarkungsteil 1 liegt im Gemeindegebiet von Neukirchen beim Heiligen Blut.

## Geschichte
Warzenried wird 1612 und 1721 als Teil des Pflegamts Eschlkam erwähnt.
Die Gemeinde Warzenried entstand mit dem Bayerischen Gemeindeedikt von 1818. Sie umfasste die Orte
- Warzenried
- Hinterbuchberg
- Jägershof

Die Gemeinde Vorderbuchberg setzte sich gegen eine durch die Regierung geplante Eingemeindung nach Warzenried im Jahr 1869 erfolgreich zur Wehr. Im Zuge der Gebietsreform in Bayern kam Warzenried am 1. Mai 1978 zu Eschlkam. Hinterbuchberg und Jägershof sind seither bei Neukirchen beim Heiligen Blut.

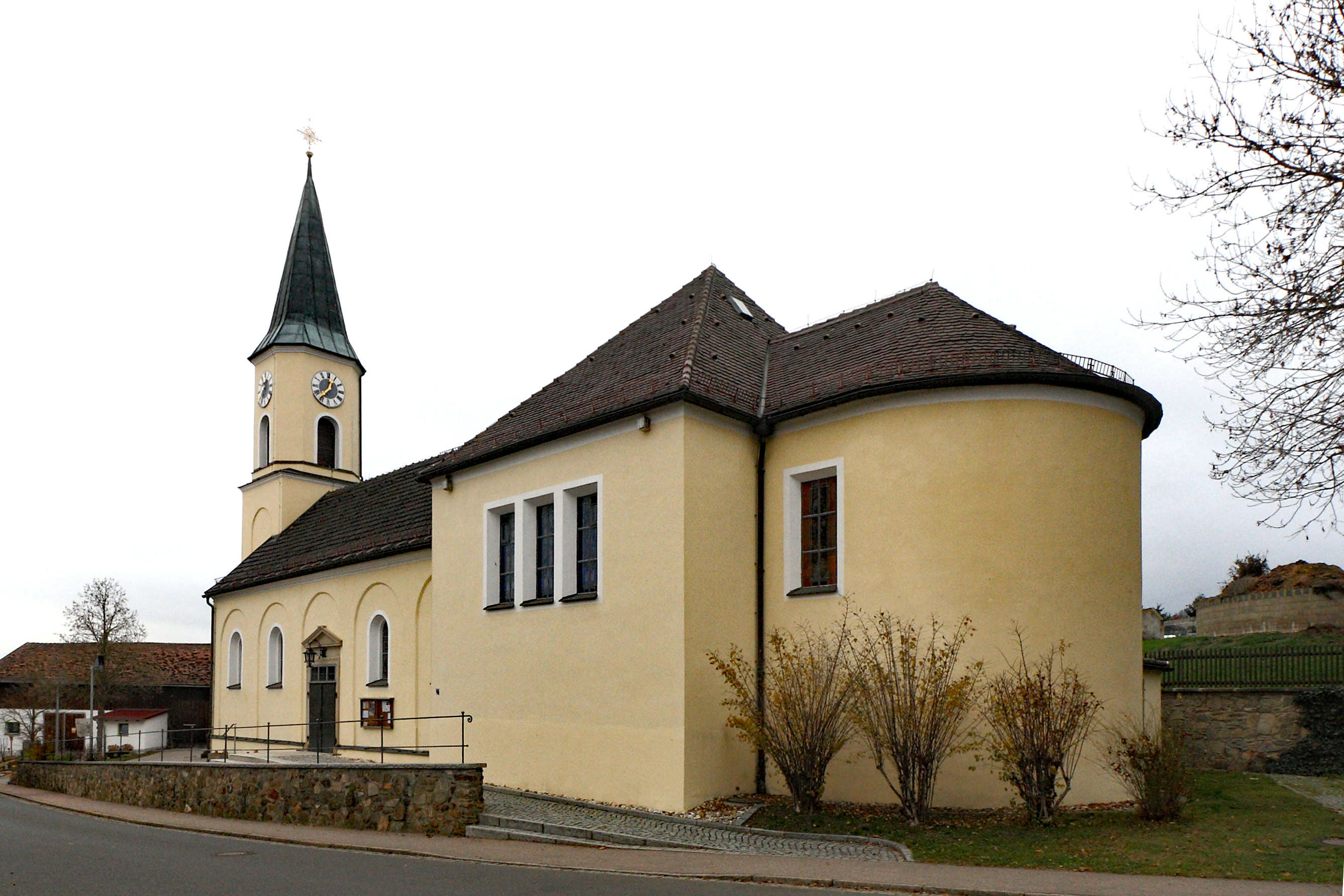
Warzenried Herz-Jesu-Kirche

## Baudenkmäler
- Katholische Expositurkirche Herz Jesu, 1858 errichtet[4]
- Feldkapelle